# San Rocco all'Augusteo
San Rocco all'Augusteo ou Igreja de São Roque no Augusteu, frequentemente chamada apenas de San Rocco é uma igreja de Roma, Itália, localizada no rione Campo de Marte. É dedicada a São Roque.
É uma igreja subsidiária da paróquia de San Giacomo in Augusta.

## História

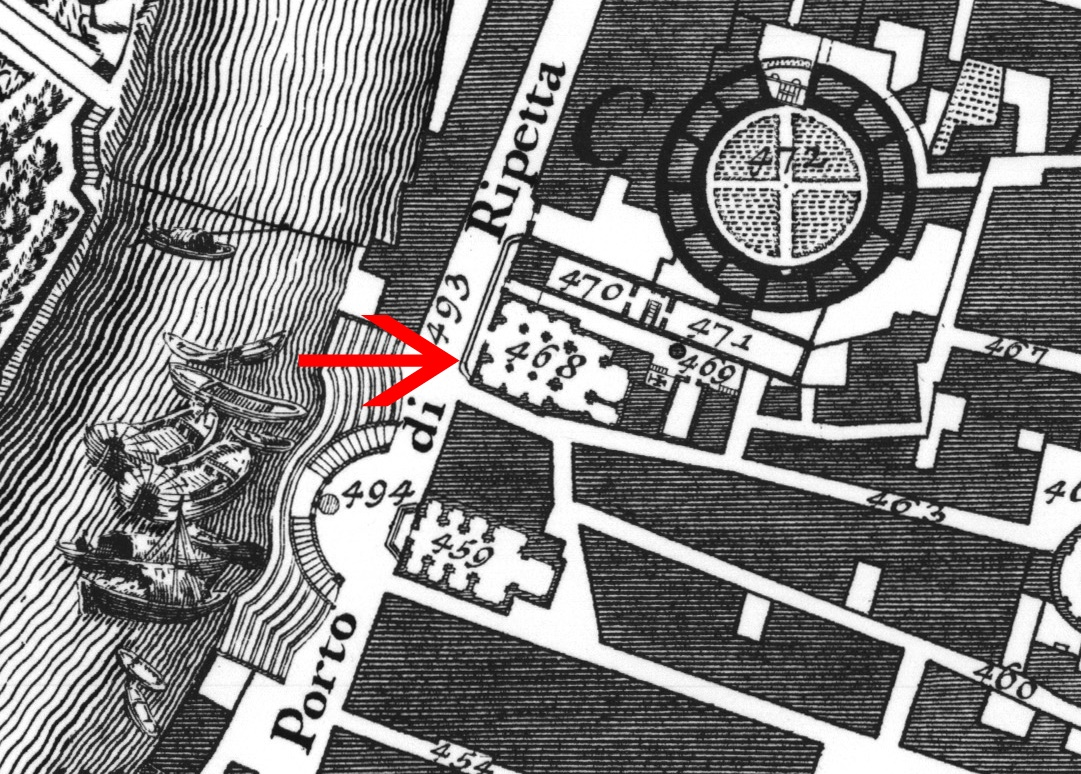
Detalhe do Mapa de Nolli (séc. XVIII). A seta mostra o local de San Rocco. A igreja vizinha é San Girolamo dei Croati, que ficava bem em frente do antigo Porto di Ripetta, demolido para a construção das marginais do Tibre (lungotevere). Acima está o Mausoléu de Augusto, com seu característico formato circular.

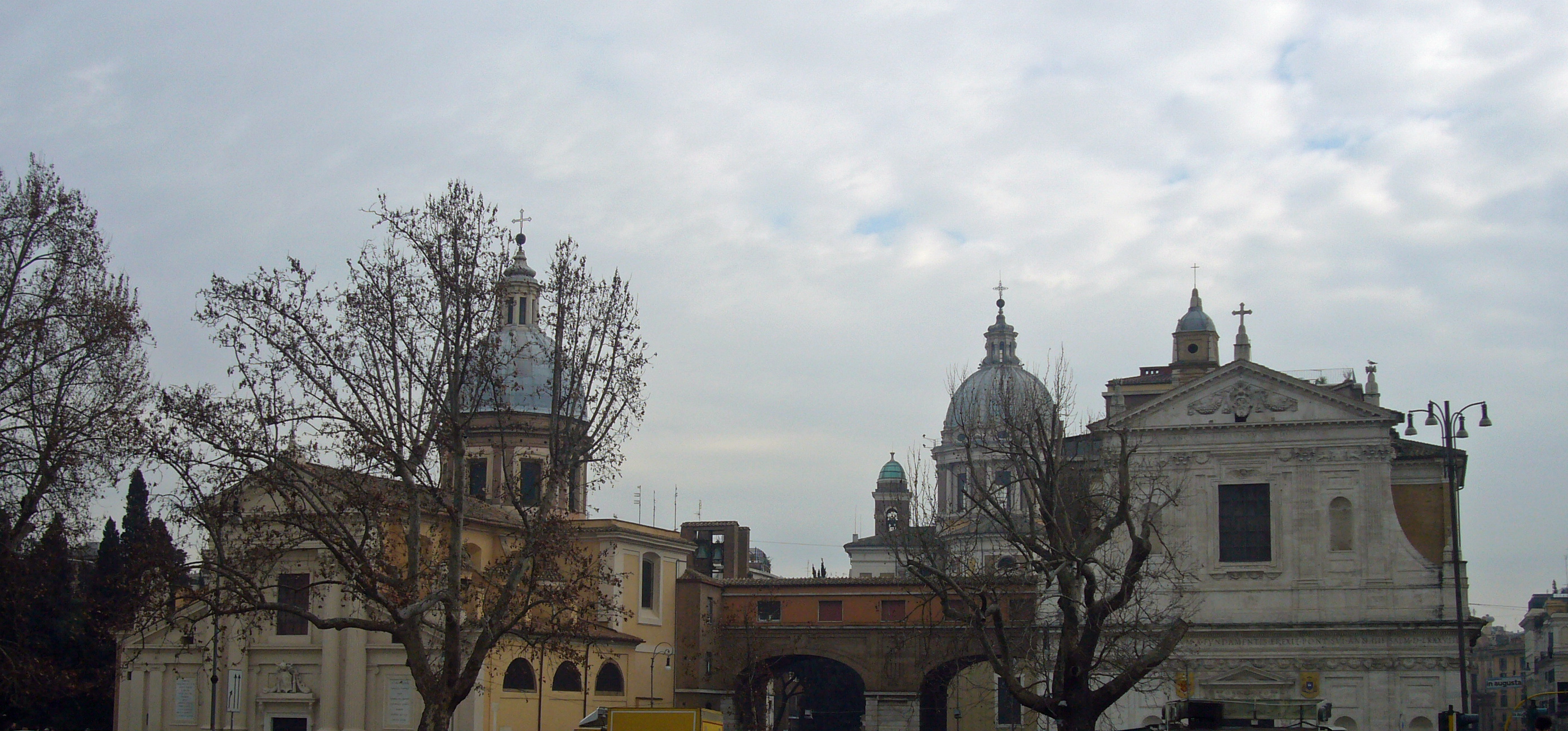
As duas igrejas lado a lado hoje. Ao fundo, a cúpula de San Carlo al Corso.

Esta igreja foi construída por iniciativa da "Confraria de São Roque", dedicada ao santo de Montpellier, e aprovada em 1499 pelo papa Alexandre VI. A associação religiosa, criada para ajudar os doentes da peste por iniciativa de marinheiros e ribeirinhos que viviam às margens do Tibre, recebeu permissão para construir um hospital perto da antiga igreja de San Martino iuxta Flumen ("perto do rio"), que remonta ao século XI. O local era vizinho ao antigo porto fluvial (destruído) conhecido como Porto di Ripetta.
Logo depois da experiência ganha durante o Jubileu de 1500, em 1502 foi dedicada uma igreja a São Roque e São Martinho e foi construído um hospital que depois prosperou muito com seu departamento de ginecologia. A igreja, sem nenhuma ambição artística, foi completada com a decoração interior de Baldassare Peruzzi. A fachada foi afrescada com "Histórias de São Roque" pelo pintor Avanzino Nucci.
Em 1645, revelou-se um antigo afresco da Madona que antes ficava recoberto e a imagem foi logo considerada milagrosa. No ano seguinte iniciou-se a reconstrução da primeira igreja, cujas obras terminaram em 1654 com o patrocínio dos cardeais Odoardo Vecchiarelli e Francesco Barberini. Ao arquiteto Giovanni Antonio De Rossi se deve a sacristia, a construção da cúpula e de uma nova capela de "Nossa Senhora das Graças". No interior, a nave única com três capelas de cada lado recebeu uma nova decoração. Entre as pinturas se destacam "Madona com o Menino e os Santos Roque e Antônio Abade", de Baldassarre Peruzzi, extensivamente restaurado por Giovan Battista Gaulli (il Baciccio) por volta de 1660 por causa dos grandes danos sofridos com as frequentes inundações, e "A Glória de São Roque", uma enorme pintura de Giacinto Brandi (1674), no altar-mor.
Na primeira metade do século XVIII, as capelas receberam uma decoração em mármore e a fachada foi refeita em estilo neoclássico pelo arquiteto Giuseppe Valadier em 1832, com uma única ordem de colunas duplas com capiteis coríntios no centro, ladeadas por pilastras de capiteis jônicos sustentando um grande tímpano. No portal principal está o brasão do papa reinante na época, Gregório XVI.
A primeira transformação radical do aspecto da região ocorreu em 1890, já depois da unificação da Itália, com a demolição do Porto di Ripetta para a construção dos lungotevere (vias marginais do Tibre) e da Ponte Cavour. Depois, houve uma renovação radical do distrito vizinho ao Altar da Paz e, entre 1934 e 1938, a densa rede de habitações vizinhas do Mausoléu de Augusto foi demolida. Neste período, foram demolidos o hospital (reconstruído entre 1772 e 1775) e o campanário da igreja. Por causa das renovações, foi necessário substituir construir paredes dos lados e no fundo da igreja, que antes se apoiava em antigos edifícios demolidos. Na verdade, a igreja só sobreviveu à onda de demolições por causa de seu grande valor artístico e pela grande devoção local na capela de Nossa Senhora das Graças.

## Outras informações
Desde 1821 está ao lado direito da igreja uma coluna em baixo-relevo que era utilizada para medir a altura da água nas enchentes do Tibre (conhecida como "hidrômetro de Ripetta"). A pior foi reportada em 1598, com a água chegando a mais de 4 metros acima do nível atual da rua. O hidrômetro original estava divido em quatro partes e tinha uma escada. Atualmente somente a superior restou.

## Galeria

Imagens da igreja
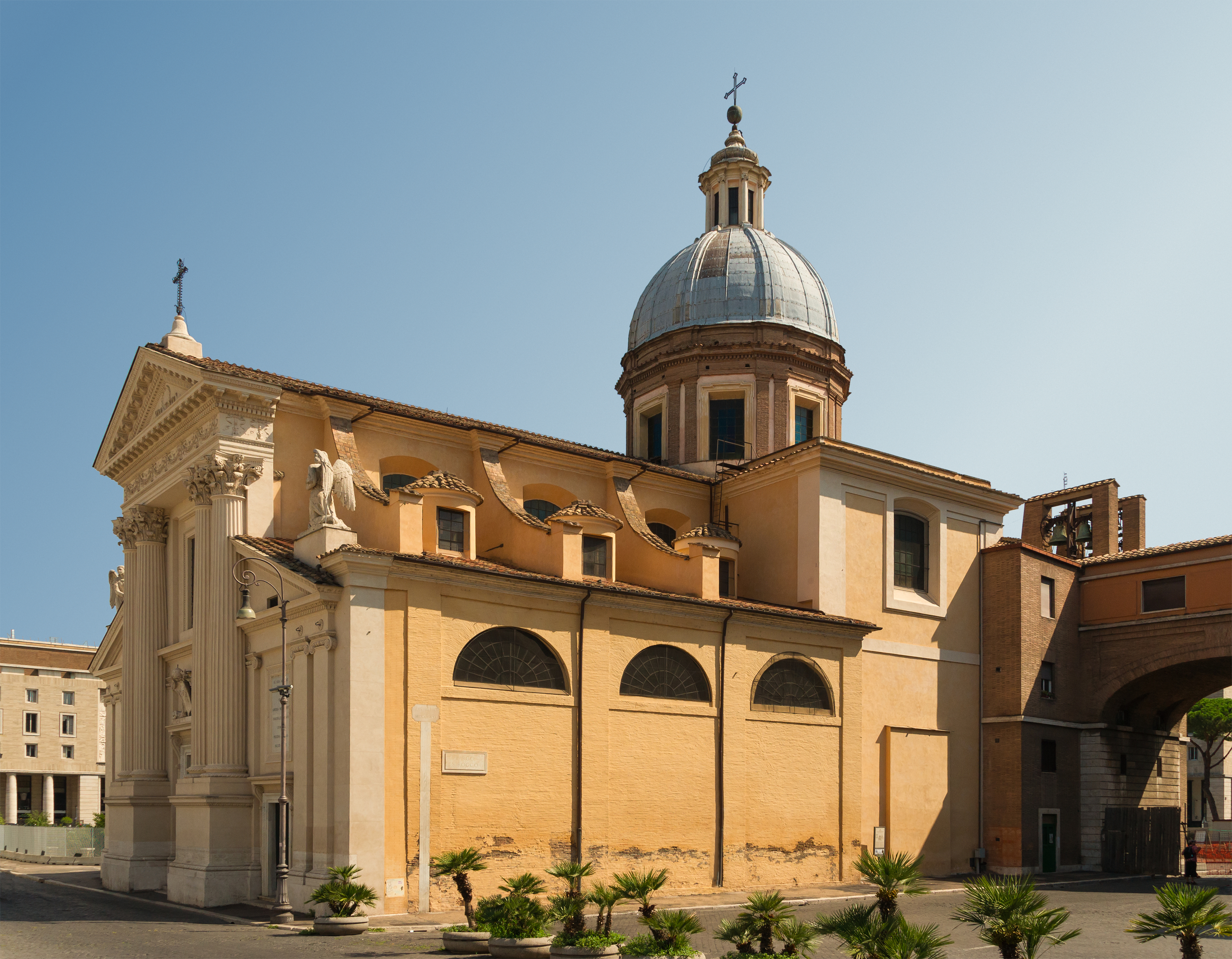
Lateral e a cúpula.
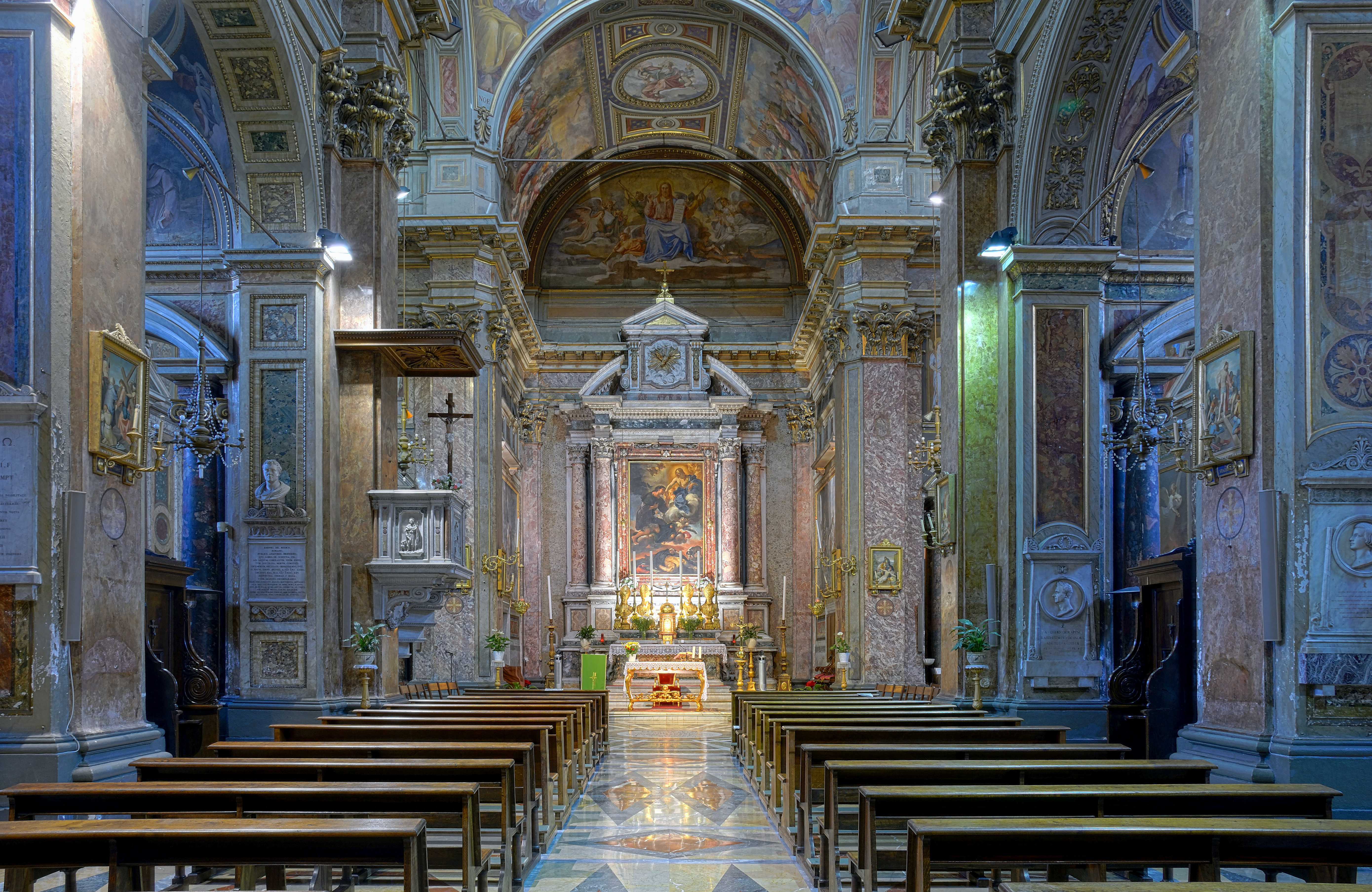
O rico interior de San Rocco.
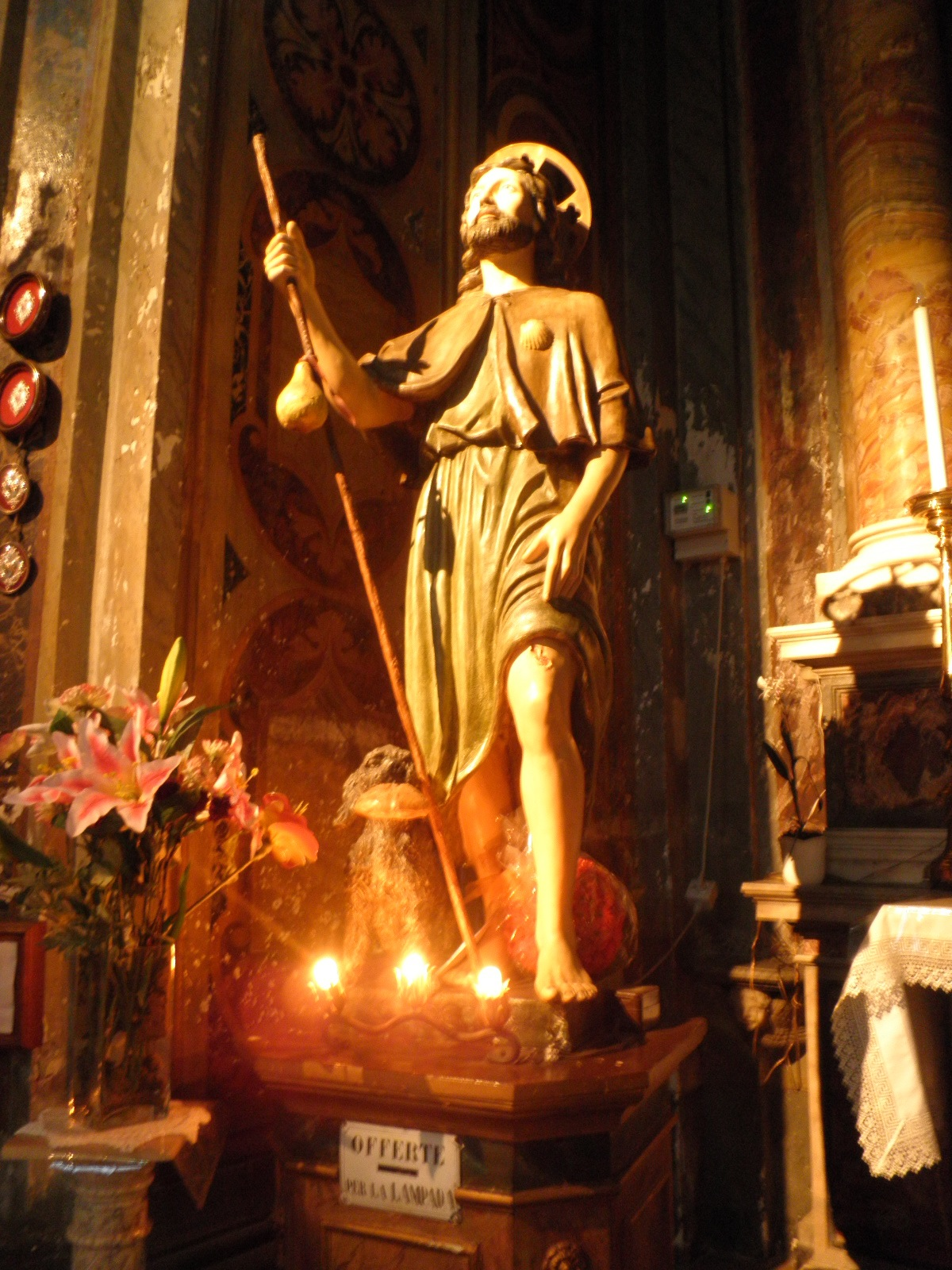
Imagem de São Roque.
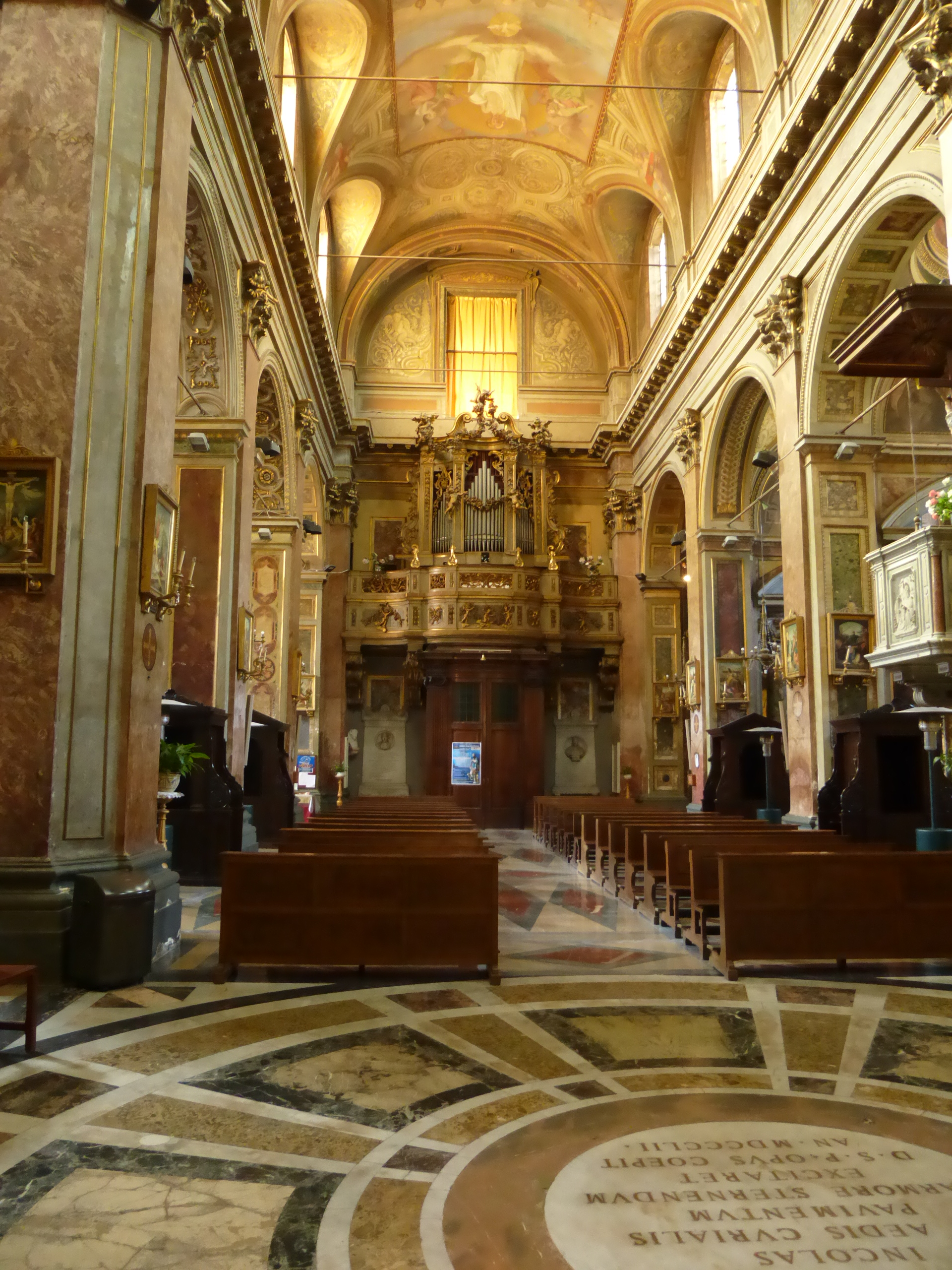
Contra-fachada e o órgão.
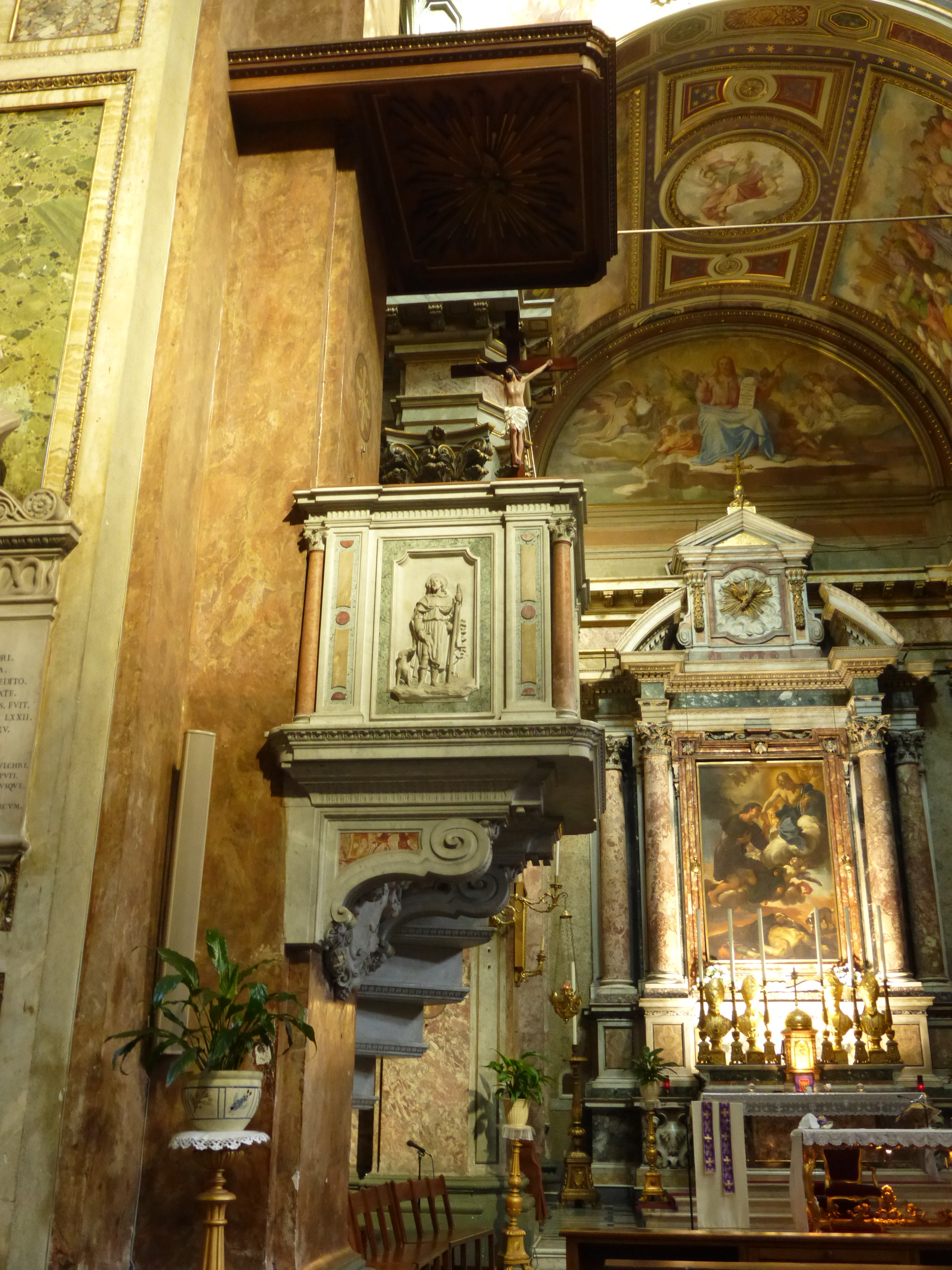
Púlpito e o altar-mor.